# Coppa Agostoni 1989
La Coppa Agostoni 1989, quarantatreesima edizione della corsa, si svolse il 16 agosto 1989 su un percorso di 236 km. La vittoria fu appannaggio del sovietico Dmitrij Konyšev, che completò il percorso in 5h58'39", precedendo il danese Rolf Sørensen e l'italiano Emanuele Bombini.

## Ordine d'arrivo (Top 10)
| Pos. | Corridore          | Squadra                   | Tempo    |
| ---- | ------------------ | ------------------------- | -------- |
| 1    | Dmitrij Konyšev    | Alfa Lum                  | 5h58'39" |
| 2    | Rolf Sørensen      | Ariostea                  | s.t.     |
| 3    | Emanuele Bombini   | Gewiss-Bianchi            | a 12"    |
| 4    | Primož Čerin       | Carrera-Vagabond          | s.t.     |
| 5    | Stefano Colagè     | Titanbonifica-Benotto     | a 1'10"  |
| 6    | Claudio Chiappucci | Carrera-Vagabond          | s.t.     |
| 7    | Marco Vitali       | Atala-Campagnolo          | s.t.     |
| 8    | Franco Chioccioli  | Del Tongo-Mele Val di Non | s.t.     |
| 9    | Mario Chiesa       | Carrera-Vagabond          | s.t.     |
| 10   | Camillo Passera    | Château d'Ax Salotti      | s.t.     |